# 刘世清
刘世清（535年—592年1月2日），名玄，字世清，以字行，代人，河间郡鄚县（今河北省任丘市）人 ，北齐、北周、隋朝官员。

## 生平
北齐皇建初年，刘世清出任荡寇将军，补任太子斋帅，升任中书舍人，袭爵开国伯，转任直阁、射声校尉、益州刺史，加仪同三司，很快加开府、蔚州大中正，升任侍中、武卫将军，又升任武卫大将军，另外封高邑县开国侯、广陵王，食邑两千户  。刘世清受到的待遇和斛律孝卿不相上下。刘世清性情严肃，周密谨慎细密，在斛律孝卿之上。刘世清精通四方的少数民族语言，是当时第一。齐后主高纬命令刘世清用突厥语翻译《涅槃经》，以送给突厥可汗，敕令中书侍郎李德林为这部译经作序。北周建德六年（577年），刘世清出任使持节、上仪同大将军，很快转任司武骁骑、右旅下大夫，封平恩县开国男，加开府，出任道会苑监，进爵为平恩县子，兼领右亲卫仪同，出任骠骑将军、领左翊卫开府。开皇十一年十二月十三日（592年1月2日），刘世清在住宅中去世，虚岁五十八，岁次辛亥闰十二月戊寅朔七日甲申（592年1月26日）葬于大兴县高阳原。

## 家庭

### 祖父
- 刘拔，北魏征西大将军、代郡太守、抚军将军、骠骑大将军、开府仪同三司、益州都督、尚书令、彭城康公[1][3]

### 父亲
- 刘巍，一名乔，北齐上开府仪同三司、祠部尚书、蔚州诸军事、蔚州刺史、右卫大将军、彭城郡公、食邑一千户[1][3]

### 子女
- 刘善因，唐朝使持节、同州诸军事、同州刺史、平恩勤公[3]
- 刘善会，隋朝汉王库真、骠骑[3]